# Isaacus Aschanius
Isaacus Aschanius, född 1629 i Askeby församling, död 27 mars 1673 i Hagebyhöga församling, Östergötlands län, var en svensk präst.

## Biografi
Isaacus Aschanius föddes 1629 i Askeby församling. Han var son till kyrkoherden Nicolaus Svenonis Amemontanus och Anna Isaacsdotter. Aschanius blev i september 1649 student vid Uppsala universitet och prästvigdes 8 januari 1652. Han blev 1664 kyrkoherde i Hagebyhöga församling, Hagebyhöga pastorat. Aschanius avled 27 mars 1673 i Hagebyhöga socken och begravdes i Fivelstads kyrka. Stoftet fördes senare till Hagebyhöga kyrka där han begravdes i samma grav som kyrkoherden Johannes Bruzæus.

### Familj
Aschanius gifte sig med Catharina Andersdotter Palm. De fick tillsammans barnen Inga, som var gift med komministern i Vadstena församling Laurentius Kärrling och kyrkoherden i Örberga församling Samuel Palmærus, och Anna Elisabeth, som var gift med krigsmanshuspastorn i Vadstena Peder Mört. Efter Aschanius gifte Catharina Andersdotter Palm om sig med kyrkoherden Ericus Nicolai Rogelius i Hagebyhöga socken.